# Hoplonemertea
Hoplonemertea es una clase de gusano. Contiene dos órdenes:
- Monostilifera
- Polystilifera

La probóscide está armada con uno o más estiletes; intestino recto, en su mayoría con divertículos laterales pareados; sin ventosa ventral posterior.